# Оливковый голубь
Оливковый голубь (лат. Columba arquatrix) — вид птиц из семейства голубиных (Columbidae).

## Описание
Крупный голубь. Самцы достигают 37—42 см в длину и массы 300—450 г. Самки очень похожи на самцов, но несколько тусклее.
Питается фруктами и ягодами, иногда насекомыми и гусеницами.

## Ареал
Распространён на обширной территории в восточной и южной Африке от Эфиопии и дальше на юг, есть также популяции в Анголе, Саудовской Аравии и Йемене.

## Галерея

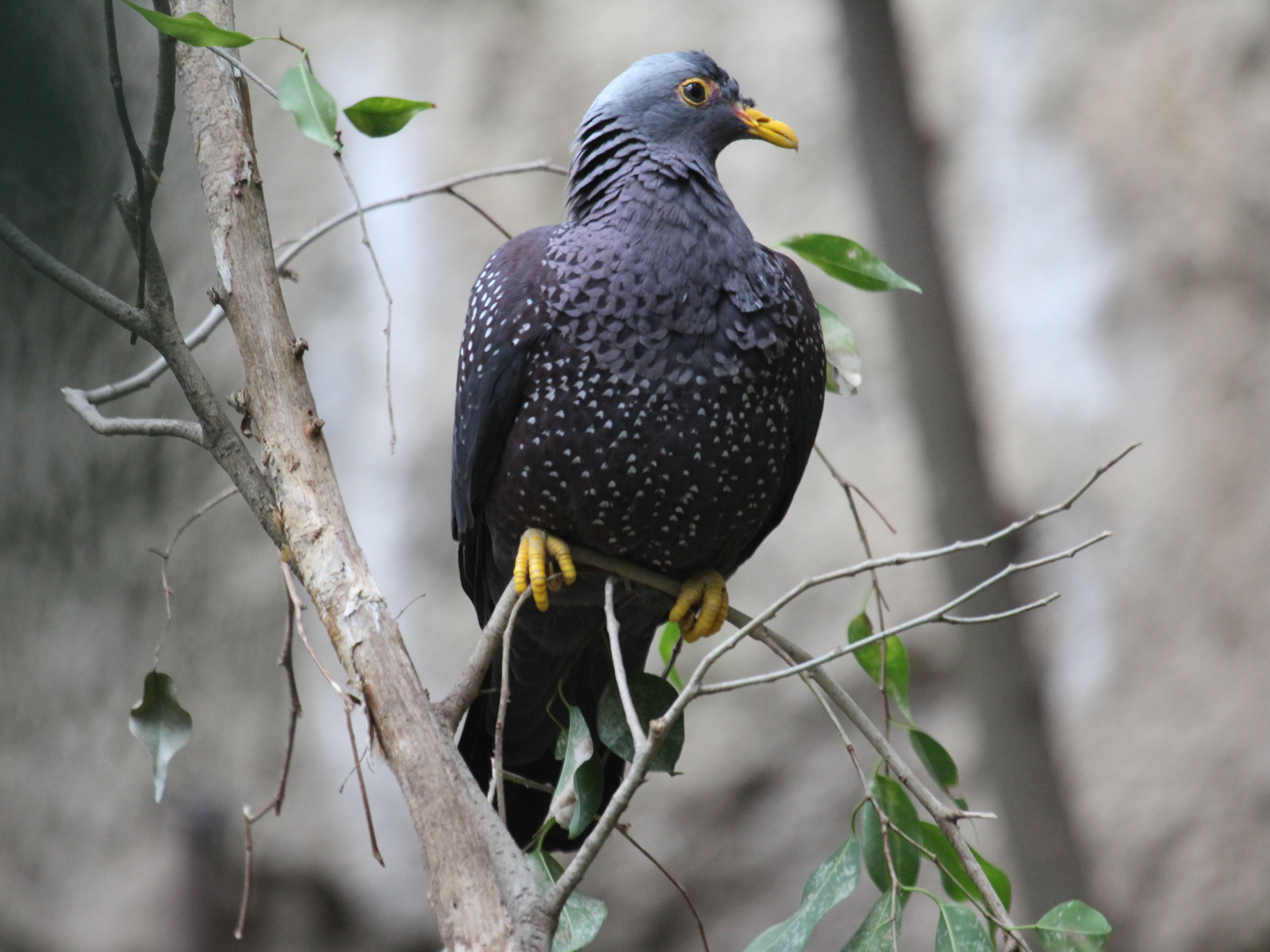
В зоопарке Сан-Диего
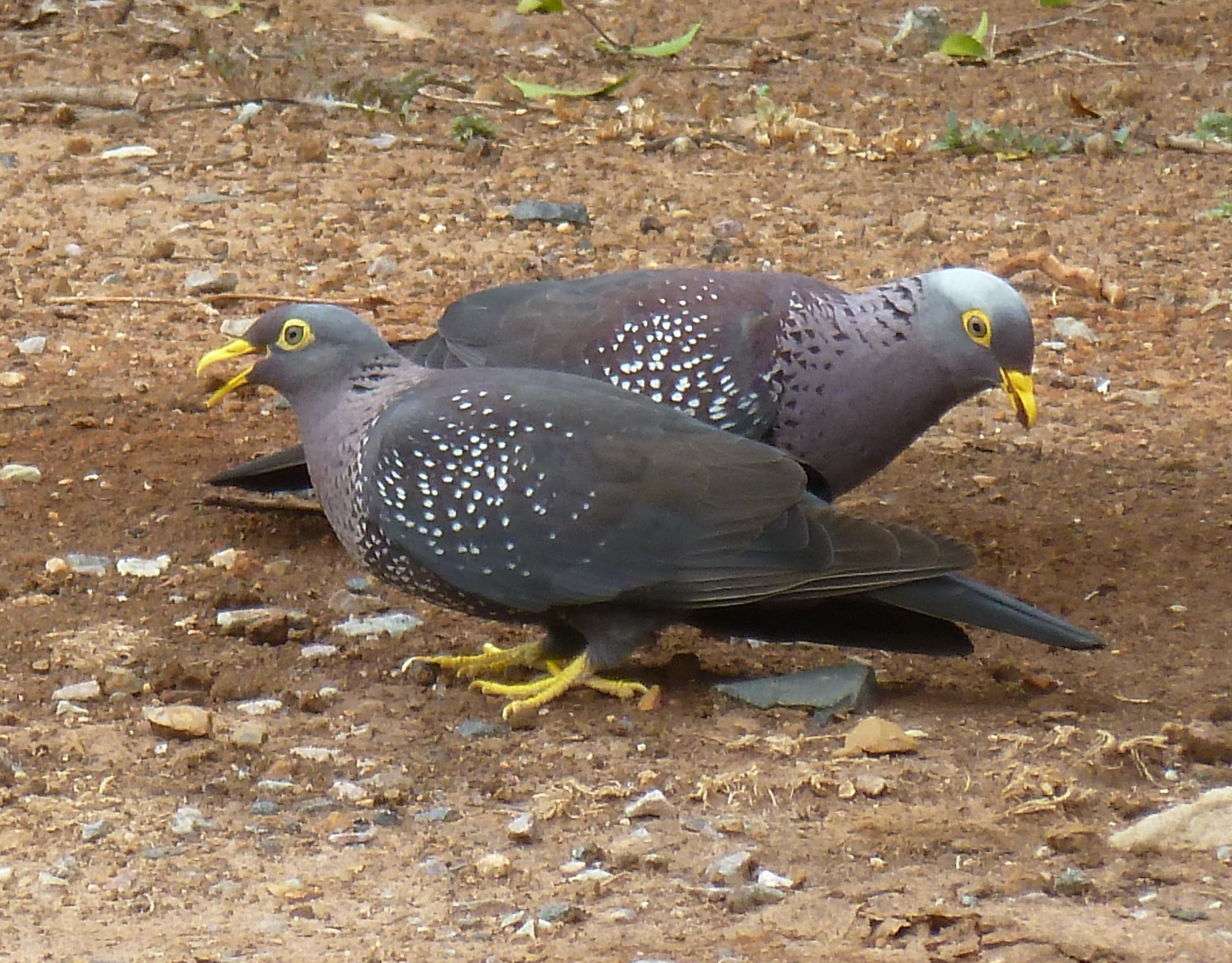
На глине
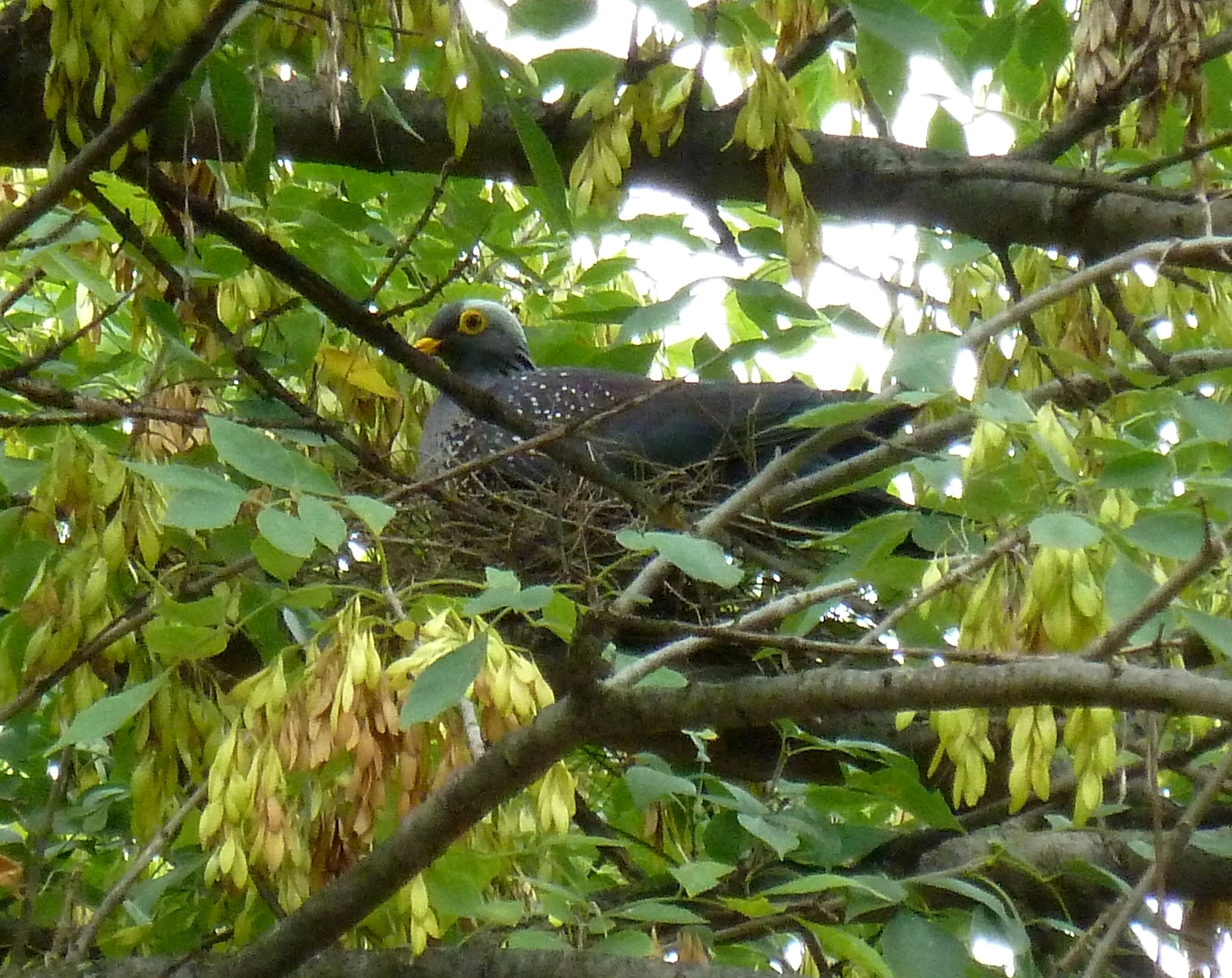
На гнезде